# Friedrichshafen FF 60
Die Friedrichshafen FF 60 war der Prototyp eines deutschen experimentellen Schwimmer-Aufklärungsflugzeugs der Kaiserlichen Marine im Ersten Weltkrieg.

## Entwicklung
Die FF 60 wurde 1918 von Theodor Kober als großer Dreidecker entwickelt. Ungewöhnlich war die Anordnung der vier Motoren zu je zwei Stück auf den unteren und mittleren Tragflächen. Das Flugzeug war als Fernaufklärer konzipiert und sollte je nach Einsatzdauer mit einer drei- bis vierköpfigen Besatzung bemannt und mit drei bis vier Maschinengewehren bewaffnet bis zu zehn Stunden in der Luft bleiben können. Die Seefähigkeit sollte bis Seegang 4 gewährleistet sein. Eine weitere Besonderheit war die „umgekehrte“ Anordnung des Doppelleitwerks mit den als Endscheiben ausgeführten Seitenflossen nach unten, um ein freies Schussfeld nach hinten zu ermöglichen. Es wurden wahrscheinlich drei Exemplare vorgesehen, für die die Marinenummern 3301 bis 3303 reserviert wurden. Bis zum Waffenstillstand von Compiègne konnte im Werk von Manzell jedoch nur eine FF 60 vollendet werden, der dann wie auf Fotografien offensichtlich sichtbar keine Nummer mehr zugewiesen wurde. Eine Flugerprobung durfte auf Anweisung des Reichsmarineamts nicht mehr stattfinden und so wurden nur noch einige Rollversuche auf dem Bodensee durchgeführt.

## Technische Daten
| Kenngröße               | Daten                                                           |
| ----------------------- | --------------------------------------------------------------- |
| Besatzung               | 4                                                               |
| Spannweite              | 27,00 m                                                         |
| Höhe                    | 8,25 m                                                          |
| Flügelfläche            | 235,00 m²                                                       |
| Leermasse               | 4875 kg                                                         |
| Zuladung                | 2467 kg                                                         |
| Startmasse              | 7342 kg                                                         |
| Antrieb                 | vier wassergekühlte Sechszylinder-Reihenmotoren Mercedes D IIIa |
| Nennleistung            | 160 PS (118 kW) bei 1450/min in Bodennähe                       |
| Schmier- und Kraftstoff | 1467 kg                                                         |
| Höchstgeschwindigkeit   | 140 km/h in Bodennähe                                           |
| Flugdauer               | 10 h                                                            |
| Bewaffnung              | drei bewegliche Parabellum MG 14, 7,92 mm                       |
| Bombenlast              | 1000 kg                                                         |